# Fuerza de Acción Rápida
La Fuerza de Acción Rápida (en inglés, Rapid Action Force) es un ala especializada de la Fuerza de Policía de Reserva Central de la India, para enfrentar disturbios, operaciones de rescate y situaciones de control de multitudes.

## Historia
Se creó el 11 de diciembre de 1991 en Nueva Delhi, pero  sus operaciones comenzaron el 7 de octubre de 1992. En octubre de 1992 se formaron los primeros cinco batallones. El 9 de noviembre de 2013 se estableció en Meerut, la Academia de la Fuerza de Acción Rápida de Orden Público. En 2017, el gobierno de la India aprobó la creación de cinco batallones que se ubicarán en Nueva Delhi, Haryana, Rajasthan, Uttar Pradesh y Bihar.

## Organización
La Fuerza de Acción Rápida está comandada por un Inspector General de Policía (IGP). Se divide en dos rangos encabezados por un DIGP en Nueva Delhi y Bombay. El uniforme es azul, color que simboliza la paz. Su lema es "Servir a la humanidad con vigilancia policial sensible". 
Actualmente existen 10 batallones, repartidos en distintas partes del país. Cada uno está dirigido por un oficial comandante.  
El equipo es la unidad funcional independiente más pequeña de la fuerza y está comandado por un inspector.  Cada compañía de la RAF tiene un equipo compuesto por personal femenino para tratar con mujeres manifestantes.
La fuerza está equipada con armas no letales para dispersar a la multitud con el mínimo daño y pérdidas. Siempre se mantiene preparada para un despliegue rápido cuando la situación lo requiera y sólo se despliega por órdenes del Ministerio del Interior a petición específica de los gobiernos estatales para una duración corta.

## Papel

### Control de disturbios y multitudes
Esta unidad cumple el papel de lidiar con la violencia comunal, y mantener la ley y el orden en los festivales y las elecciones y la agitación.

### Operaciones de mantenimiento de la paz de las Naciones Unidas
Los contingentes femeninos y masculinos del CRPF en virtud de los arreglos de la RAF están desplegados en la Misión de las Naciones Unidas en Liberia (UNMIL), Monrovia y Zwedru en la misión de las Naciones Unidas para el mantenimiento de la paz desde 2007–08. La Unidad de Policía Formada por la CRPF fue la primera de su tipo en el mundo, que se desplegó bajo los auspicios de la Misión de las Naciones Unidas para el Mantenimiento de la Paz.

### Actividades humanitarias

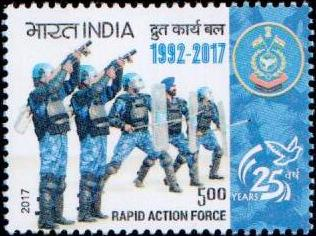
Un sello de 2017 dedicado al 25 aniversario de la Fuerza de Acción Rápida.

La RAF también ha logrado proyectar el rostro humano del gobierno y ha construido puentes con el público mediante la realización de operaciones rápidas de rescate durante inundaciones, terremotos, ciclones y brotes epidémicos en diversas partes del país.

### Operaciones anti-terroristas
Durante los ataques terroristas de Bombay de 2008, la RAF participó en la operación en las áreas alrededor del Oberoi Trident y los hoteles Taj Mahal Palace.